# 満光寺 (荒川区)
満光寺（まんこうじ）は、東京都荒川区にある浄土宗の寺院。

## 概要
室町時代に開山した。当時は天台宗の寺院で不忍池周辺に位置していた。
江戸時代初期に智天上人、二葉村（現・台東区）名主の二葉氏により浄土宗寺院として中興した。続いて寛永寺の造営により、現在地に移転した。
明治時代初期、下尾久村の初等教育機関として私立の「井上小学校」が置かれていた。

## 交通アクセス
- 町屋二丁目停留場より徒歩3分（経路案内）。
- 東尾久三丁目停留場より徒歩3分（経路案内）。